# Lake Kopuera
Der Lake Kopuera ist ein See in der Region Waikato auf der Nordinsel von Neuseeland.

## Alte Namen
In einigen alten Karten und Vermessungsplänen sind abweichende Namen für den See, wie Kopuwera, Karaka und Rangiriri zu finden, doch Lake Kopuera ist seit 1974 der offiziell eingetragene Name.

## Geographie
Der Lake Kopuera befindet sich in einem Feuchtgebiet rund 1,5 km südsüdwestlich der Kleinstadt Te Kauwhata. Von einigen Buchten des Lake Waikare ist der Lake Kopuera rund 1,7 km westlich entfernt und der Waikato River zieht rund 770 m südsüdwestlich am See vorbei.
Der 52 Hektar große See besitzt eine mittlere Tiefe von 1,5 m. Bei einem Seeumfang von rund 3,31 km misst er eine Länge von rund 1,0 km in Westnordwest-Ostsüdost-Richtung und kommt an seiner breitesten Stelle auf rund 750 m in Nord-Süd-Richtung. Der See ist bis auf zwei kleine Uferstellen rundherum bewaldet und teilweise eingezäunt.
Der Lake Kopuera wurde 1965 im Rahmen des Baus des Lower Waikato-Waipā Flood Control Scheme auf seine heutige Tiefe abgesenkt.

## Geschichte
Der Lake Kopuera hat zusammen mit dem Lake Waikare für die Māori eine besondere kulturelle Bedeutung, wobei der Lake Kopuera für den Stamm der Ngāti Hine als heilig gilt. Der See gilt als „No-Go-Area“, da auf dem Grunde des Sees viele Gebeine von Kriegsopfern aus der Region Waikato liegen.
„ko-pu-era“ bedeutet übersetzt so viel wie: „diejenigen, die erschossen wurden“.